# Antić špilja
Antić špilja este o arie protejată (sit de importanță comunitară — SCI) din Croația întinsă pe o suprafață de 81,14 ha, integral pe uscat.

## Localizare
Centrul sitului Antić špilja este situat la coordonatele 44°57′25″N 15°19′01″E / 44.956853°N 15.316937°E.

## Înființare
Situl Antić špilja a fost declarat sit de importanță comunitară în iulie 2013 pentru a proteja 1 specie de animale.

## Biodiversitate
Situată în ecoregiunea alpină, aria protejată conține 1 habitat natural: Peșteri inaccesibile publicului.
La baza desemnării sitului se află o specie protejată de  amfibieni: proteu de peșteră (Proteus anguinus).